# Catzbach, Bolgrad
Catzbach (în ucraineană Лужанка, în germană Katzbach) este un sat în comuna Tarutino din raionul Bolgrad, regiunea Odesa, Ucraina. Satul a fost locuit de germanii basarabeni.

## Demografie
Componența lingvistică a localității Catzbach
     Bulgară (66,9%)
     Rusă (20,57%)
     Găgăuză (6,38%)
     Ucraineană (4,49%)
     Română (1,42%)
Conform recensământului din 2001, majoritatea populației localității Catzbach era vorbitoare de bulgară (66,9%), existând în minoritate și vorbitori de rusă (20,57%), găgăuză (6,38%), ucraineană (4,49%) și română (1,42%).